# General (Allemagne)
Pour les articles homonymes, voir Général.
General est un grade d'officier général de l'armée allemande.

## Historique
Utilisé depuis le XIXe siècle, le rang de classement de ce grade dépend de la période concernée. Avant 1955, General correspondait aux grades français de général de corps d'armée (dans la Heer) et de général de corps aérien (dans la Luftwaffe). Depuis 1955, date de création de la Bundeswehr, il correspond au grade français de général d'armée.

## Rang dans l'armée allemande

### Deutsches Heer
Grade de « General » dans l'armée de l'Empire allemand, de 1871 à 1919 :
- Generalmajor ;
- Generalleutnant ;
- General, général d'une arme, par exemple General der Kavallerie pour général de cavalerie ; c'était un grade intermédiaire ;
- Generaloberst (depuis 1854) ;
- Generalfeldmarschall.

### Reichswehr
Grade de « General » dans l'armée allemande de la république de Weimar, de 1921 à 1935 :
- Generalmajor ;
- Generalleutnant ;
- General, général d'une arme, par exemple General der Infanterie pour général d'infanterie ;
- Generaloberst.

### Troisième Reich

#### Wehrmacht
Grade de « General » dans l'armée allemande de 1935 à 1945 :
- Generalmajor ;
- Generalleutnant ;
- General, général d'une arme, par exemple General der Artillerie pour général d'artillerie ; c'était un grade intermédiaire ;
- Generaloberst ;
- Generalfeldmarschall ;
- Reichsmarschall (grade spécialement créé pour Hermann Göring).

#### Waffen-SS
Équivalent du grade de « General » dans la branche militaire issue du parti national-socialiste, de 1933 à 1945 :
- SS-Brigadeführer (Generalmajor)
- SS-Gruppenführer (Generalleutnant)
- SS-Obergruppenführer (General)
- SS-Oberst-Gruppenführer (Generaloberst)
- Reichsführer-SS (Generalfeldmarschall)

### Bundeswehr
Grade de « General » dans l'armée de la République fédérale d’Allemagne, depuis 1955 :
- Brigadegeneral (une étoile) ;
- Generalmajor (deux étoiles) ;
- Generalleutnant (trois étoiles) ;
- General (quatre étoiles), c'est actuellement le rang le plus élevé des officiers généraux Allemands.

## Spécialitésdans l'armée allemande

### Heer
- General der Infanterie pour l'infanterie
- General der Kavallerie pour la cavalerie
- General der Artillerie pour l'artillerie
- General der Panzertruppe pour la Panzerwaffe (1935-1945)
- General der Pioniere pour le génie (1938-1945)
- General der Gebirgstruppe pour les troupes de montagne (de) (1940-1945)
- General der Nachrichtentruppe pour les services des transmissions (1940-1945)

### Luftwaffe
- General der Jagdflieger pour la chasse aérienne
- General der Flieger pour les unités aériennes
- General der Fallschirmtruppe pour les unités parachutistes
- General der Flakartillerie pour la défense antiaérienne
- General der Luftnachrichtentruppe pour les transmissions aériennes
- General der Luftwaffe pour l'armée de l'air, sans indication de spécialisation